# Money in the Bank (2015)
Money in the Bank (2015) foi um evento de wrestling profissional produzido pela WWE e transmitido em formato pay-per-view e pelo WWE Network, que ocorreu em 14 de junho de 2015, na Nationwide Arena em Columbus, Ohio. Este foi o sexto evento da cronologia Money in the Bank. Foi também o primeiro evento pay-per-view da WWE realizado em Columbus desde o Bad Blood de 2004. Money in the Bank esteve disponível gratuitamente para novos assinantes do serviço de assinatura mensal da WWE, o WWE Network em mais de 140 países.
Sete lutas foram disputadas no evento, incluindo uma no pré-show. A luta de escadas pelo contrato do Money in the Bank foi controversamente vencida por Sheamus. No evento principal, Seth Rollins reteve o WWE World Heavyweight Championship em uma luta de escadas contra Dean Ambrose. O evento teve 57.000 compras (excluindo visualizações da WWE Network), abaixo das 122.000 compras do ano anterior.

## Produção

### Conceito
Money in the Bank é uma gimmick anual de pay-per-view produzido pela WWE desde 2010 e geralmente realizado entre junho e julho. O conceito do show vem da luta de escadas do Money in the Bank, em que vários lutadores usam escadas para recuperar uma pasta pendurada acima do ringue. A pasta contém um contrato que garante ao vencedor umaluta por um campeonato mundial a qualquer momento dentro do próximo ano. Para 2015, o vencedor recebeu um contrato para uma luta pelo WWE World Heavyweight Championship. Foi o primeiro evento Money in the Bank sem John Cena estar envolvido no evento principal. O evento de 2015 foi o sexto evento da cronologia Money in the Bank.

### Rivalidades
O card consistiu em sete lutas, incluindo uma no pré-show, que resultaram de enredos roteirizados, onde os lutadores retratavam vilões, heróis ou personagens menos distinguíveis em eventos roteirizados que criaram tensão e culminaram em uma luta ou série de lutas, com resultados pré-determinados pelos escritores da WWE, enquanto as histórias foram desenvolvidas nos principais programas de televisão da WWE, Raw e SmackDown.
Depois que Kevin Owens derrotou John Cena no Elimination Chamber, uma revanche foi marcada para o Money in the Bank.
No Elimination Chamber, Dolph Ziggler, Neville, Roman Reigns, Randy Orton, Kofi Kingston e Sheamus foram revelados como competidores da luta de escadas do Money in the Bank, em que o vencedor ganharia um contrato para uma luta pelo WWE World Heavyweight Championship a qualquer momento no próximo ano. No episódio de 4 de junho do SmackDown, Kane foi adicionado à luta.
Também no Elimination Chamber, Dean Ambrose derrotou o Campeão Mundial dos Pesos-Pesados da WWE Seth Rollins por desqualificação. Embora Rollins tenha permanecido campeão, Ambrose levou o cinturão com ele. No episódio de 1º de junho do Raw, Roman Reigns, falando em nome de Ambrose, desafiou Rollins para uma luta pelo título no Money in the Bank, que Rollins aceitou.
No episódio de 4 de junho do SmackDown, os Prime Time Players derrotaram o The Ascension e o The Lucha Dragons em uma luta triple threat de duplas para se tornarem os desafiantes #1 ao WWE Tag Team Championship do The New Day.
No Elimination Chamber, Ryback conquistou o Intercontinental Championship vago em uma luta Elimination Chamber. No Raw de 1º de junho, antes que Ryback fosse escalado para defender o título contra The Miz, Big Show atacou Miz e confrontou Ryback. Em 8 de junho, Ryback foi escalado para defender o título contra Big Show no evento.
No Raw de 1 de junho, Nikki Bella manteve o Divas Championship contra Paige depois que Brie Bella trocou de lugar com Nikki durante a luta e derrotou Paige. Em 8 de junho, uma revanche foi marcada para o Money In The Bank.
Na Elimination Chamber, R-Truth eliminou King Barrett durante a luta Elimination Chamber pelo Intercontinental Championship. No Raw de 8 de junho, uma luta entre Truth e Barrett foi marcada para o pré-show so Money In The Bank.

## Evento
| Função:                   | Nome:                    |
| ------------------------- | ------------------------ |
| Comentaristas em inglês   | Michael Cole             |
| Comentaristas em inglês   | John "Bradshaw" Layfield |
| Comentaristas em inglês   | Jerry Lawler             |
| Comentaristas em espanhol | Carlos Cabrera           |
| Comentaristas em espanhol | Marcelo Rodriguez        |
| Entrevistadora            | Renee Young              |
| Anunciadoras de ringue    | Lilian Garcia            |
| Anunciadoras de ringue    | JoJo                     |
| Árbitros                  | Charles Robinson         |
| Árbitros                  | Mike Chioda              |
| Árbitros                  | Jason Ayers              |
| Árbitros                  | Darrick Moore            |
| Árbitros                  | Rod Zapata               |
| Painel do pré-show        | Renee Young              |
| Painel do pré-show        | Booker T                 |
| Painel do pré-show        | Corey Graves             |
| Painel do pré-show        | Byron Saxton             |

### Pré-show
No pré-show do Money in the Bank, R-Truth enfrentou King Barrett. R-Truth executou um schoolboy em Barrett para vencer a luta.

### Lutas preliminares
O pay-per-view começou com o elenco no palco de entrada para uma saudação de 10 sinos a Dusty Rhodes, que morreu antes do evento.
A primeira luta foi a luta de escadas do Money in the Bank envolvendo Roman Reigns, Sheamus, Randy Orton, Dolph Ziggler (com Lana), Neville, Kofi Kingston e Kane. Perto do clímax da luta, parecia que Reigns iria pegar a pasta até que Bray Wyatt emergiu e o atacou, impedindo-o de recuperar a pasta. No final da luta Sheamus jogou Neville para fora da escada e recuperou a pasta, vencendo a luta.
Em seguida, Nikki Bella defendeu o Divas Championship contra Paige. No meio da luta, Paige executou um "Ram-Paige" para uma contagem de dois. Como o árbitro estava se concentrando em Paige, Nikki trocou de lugar com sua irmã Brie (que estava escondida sob o ringue). Paige executou um roll-up para vencer a luta e o título. Surpresa, Paige pensou que havia vencido até que Brie revelou seu rosto ao árbitro. A luta continuou e Nikki executou um "Rack Attack" em Paige para vencer.
Na terceira luta, Ryback defendeu o Intercontinental Championship contra Big Show. The Miz estava nos comentários para a luta. Perto do final da luta, Show aplicou um "Knockout Punch" em Ryback, que rolou para fora do ringue. Quando Show foi para o pin, Miz atacou Show, causando uma desqualificação.
Depois disso, o Campeão do NXT Kevin Owens lutou com o Campeão dos Estados Unidos, John Cena. A luta ia e voltava com muitos contagens e finalizadores. Owens zombou de Cena com seu gesto de "você não pode me ver", mas Cena respondeu com o mesmo movimento. Owens executou um pop-up powerbomb para uma contagem de dois, enquanto Cena respondeu com um Attitude Adjustment para uma contagem de dois. Cena executou outro Attitude Adjustment para outra contagem de dois. Cena acabou executando um terceiro Attitude Adjustment para vencer. Após a luta, Owens aplicou um powerbomb em Cena no apron do ringue e foi embora.
Na penúltima luta, o The New Day (Big E e Xavier Woods) defenderam o WWE Tag Team Championship contra os Prime Time Players (Titus O'Neil e Darren Young). O'Neil venceu a lutapara seu time ao imobilizar Woods após um Clash of the Titus para vencer os títulos.

### Evento principal
No evento principal, Seth Rollins defendeu o WWE World Heavyweight Championship contra Dean Ambrose em uma luta de escadas. Ambrose executou um Dirty Deeds em Rollins na mesa dos comentaristas. O clímax viu Ambrose e Rollins se acotovelarem no topo das escadas. O título foi acidentalmente desengatado e quando Rollins e Ambrose caíram, foi Rollins quem manteve o título, vencendo assim a luta e retendo o título.

## Depois do evento
Depois de manter o WWE World Heavyweight Championship, Seth Rollins comemorou no episódio da noite seguinte do Raw renomeando-o para "Monday Night Rollins", antes de ser interrompido e atacado por Dean Ambrose, forçando Rollins a recuar. Ambrose então se sentou em uma cadeira de aço no ringue esperando Rollins retornar, mas acabou enfrentando Sheamus, a quem derrotou graças a uma distração de Randy Orton. Orton atacou Sheamus após a luta o que levou a uma rivalidade entre os dois que se enfrentaram no Battleground e no SummerSlam. Mais tarde naquela noite, Triple H revelou que o próximo desafiante de Seth Rollins pelo WWE World Heavyweight Championship no Battleground seria Brock Lesnar, que retornou de sua suspensão e sua cláusula de revanche pelo título foi aceita pela Authority fazendo isso em nome de Seth. No Battleground, The Undertaker voltou e atacou Lesnar, derrotando Rollins por desqualificação, custando a Lesnar a chance de reconquistar o título.
Depois de se sentir humilhado após sua derrota para John Cena, Kevin Owens desafiou Cena para uma luta pelo United States Championship no Battleground, que Cena aceitou no Raw de 22 de junho. No The Beast in the East, Owens perdeu o NXT Championship para Finn Bálor. No Battleground, Cena manteve o United States Championship para encerrar sua rivalidade.
Após a luta pelo Intercontinental Championship terminar em desqualificação, uma luta Triple Threat entre Ryback, Big Show e The Miz pelo Intercontinental Championship foi agendada para o Battleground. No entanto, Ryback sofreu uma infecção no joelho direito, o que fez com que a luta fosse cancelada. Ryback iria se recuperar mais tarde e a luta foi remarcada para o SummerSlam, onde Ryback manteria seu título após pinar The Miz.
No episódio de 13 de julho do Raw Stephanie McMahon confrontou o Team Bella com Paige e anunciou uma "revolução das Divas" ao apresentar as lutadoras do NXT Charlotte, Becky Lynch e a Campeã Feminina do NXT Sasha Banks, onde McMahon fez Charlotte e Lynch e Paige tornarem-se o Team PCB e Sasha Banks com Naomi e Tamina para se tornarem o Team BAD. As duas equipes então brigaram com o Team Bella. No Battleground, Charlotte (que estava representando o Team PCB) derrotou Brie Bella do Team Bella e Sasha Banks do Team BAD em uma luta triple threat.
Sheamus tentou duas vezes usar seu contrato Money in the Bank em Seth Rollins para uma luta pelo WWE World Heavyweight Championship, mas suas tentativas foram negadas, primeiro por Randy Orton como vingança por custar-lhe uma luta pelo título por desqualificação contra Rollins em 10 de agosto no episódio de Raw e o segundo por Kane após Rollins manter seu título contra Sting no Night of Champions. No entanto, Rollins perdeu o título em 4 de novembro, após sofrer múltiplas lesões no joelho em um live event em Dublin, na Irlanda. Sheamus viria a usar o seu contrato em Roman Reigns depois que este último ganhou o vago WWE World Heavyweight Championship no Survivor Series e o derrotou para vencer o título.

## Resultados
| Nº                                          | Resultados                                                                                             | Estipulações                                                                                 | Tempo |
| ------------------------------------------- | --- | -------------------------------------------------------------------------------------------- | ----- |
| Pré- show                                   | R-Truth derrotou King Barrett                                                                          | Luta individual                                                                              | 5:41  |
| 1                                           | Sheamus derrotou Dolph Ziggler (com Lana), Kane, Kofi Kingston, Neville, Randy Orton e Roman Reigns    | Luta Money in the Bank por um contrato para uma luta pelo WWE World Heavyweight Championship | 20:50 |
| 2                                           | Nikki Bella (c) derrotou Paige                                                                         | Luta individual pelo WWE Divas Championship                                                  | 11:18 |
| 3                                           | Big Show derrotou Ryback (c) por desqualificação                                                       | Luta individual pelo WWE Intercontinental Championship                                       | 5:28  |
| 4                                           | John Cena derrotou Kevin Owens                                                                         | Luta individual                                                                              | 19:15 |
| 5                                           | The Prime Time Players (Titus O'Neil e Darren Young) derrotaram The New Day (Big E e Xavier Woods) (c) | Luta de duplas pelo WWE Tag Team Championship                                                | 5:48  |
| 6                                           | Seth Rollins (c) derrotou Dean Ambrose                                                                 | Luta de escadas pelo WWE World Heavyweight Championship                                      | 35:40 |
| (c) – Refere-se aos campeões antes da luta. | |                                                                                              |       |